# Íñigo Cavero Lataillade
Íñigo Cavero Lataillade, Baró de Carondelet i de la Torre i Marquès d'Aysa, (Sant Sebastià, 1 d'agost de 1929 - Madrid, 25 de desembre de 2002) fou un polític, advocat i noble basc, que fou ministre i president del Consell d'Estat.

## Biografia
Va néixer l'1 d'agost de 1929 a la ciutat de Sant Sebastià. Va estudiar dret a la Universitat de Deusto, on es va llicenciar, i posteriorment realitzà el seu doctorat a la Universitat de Madrid. Va ampliar aquest estudis a la Universitat de Toulouse i la Universitat d'Estrasburg.
Va ser professor de dret polític i de dret Constitucional a la Universitat Complutense de Madrid. Va morir el 25 de desembre de 2002 a la seva residència de Madrid a conseqüència d'un infart de miocardi provocat per un vessament cerebral.

## Activitat professional
Va començar la seva activitat professional l'any 1963 com a auditor de l'Acadèmia de Dret Internacional de La Haia. Després es va incorporar a l'empresa privada on va ocupar càrrecs de direcció a Barreiros-Diésel, S.A. i Chrysler-Espanya, S. A., quan la multinacional nord-americana es va instal·lar a Espanya, a més de ser vocal en la Comissió d'Educació del Pla de Desenvolupament impulsat durant el govern franquista per Laureano López Rodó.

## Activitat política
En el terreny polític va militar en organitzacions vinculades a la democràcia cristiana des de la seva joventut, assistint l'any 1962 al Congrés del Moviment Europeu de Múnic on es va iniciar un moviment de resistència a la dictadura franquista, que fou conegut amb el nom de Contuberni de Múnic per part la propaganda franquista). Al seu retorn fou desterrat durant sis mesos a l'illa d'El Hierro.
Es va incorporar al Partit Demòcrata Cristià encapçalat per José María Gil-Robles, per a passar poc després a Izquierda Democrática, abandonant-la el 1975 quan la formació es va integrar en la Coordinació Democràtica. Al costat de Fernando Álvarez de Miranda va fundar el Partit Popular Demòcrata Cristià que es va integrar en la Unió de Centre Democràtic (UCD) a les eleccions generals realitzades el 15 de juny de 1977. En aquestes eleccions fou escollit diputat al Congrés per la província de Madrid i nomenat Ministre d'Educació en el primer gabinet d'Adolfo Suárez.
En la I Legislatura va ser novament elegit diputat, en aquesta ocasió en representació de les Illes Balears, i nomenat Ministre de Justícia, per a passar a dirigir el Ministeri de Cultura el 1980. Amb la crisi de la UCD l'any 1981 i després del Cop d'estat del 23 de febrer, fou escollit de forma provisional President del partit i després Secretari General, però el desastre electoral de 1982 el va dur a dimitir i es va apartar de l'activitat política fins al 1985 que es va integrar en el Partit Demòcrata Popular (PDP) d'Óscar Alzaga que, en coalició amb Aliança Popular, es va presentar a les eleccions generals de 1986 (Coalició Popular). Íñigo Cavero fou escollit novament diputat per Madrid, integrant-se en el Grup Mixt del Congrés després de la ruptura entre Aliança Popular i el PDP, per a incorporar-se més tard al renovat intent d'Adolfo Suárez per tornar a la vida política amb la creació del Centre Democràtic i Social (CDS). Finalment, l'any 1991 es va afiliar al Partit Popular,2019 sent escollit el 27 de maig de 1996 President del Consell d'Estat, càrrec que desenvolupà fins a la seva mort el 2002.